# Kevin Drury
Kevin Drury (ur. 20 lipca 1988 w Toronto) – kanadyjski narciarz dowolny specjalizujący się w skicrossie. W zawodach Pucharu Świata zadebiutował 5 grudnia 2015 roku w Montafon, zajmując 41. miejsce. Pierwsze pucharowe punkty wywalczył 12 grudnia 2015 roku w Val Thorens, gdzie zajął dziesiąte miejsce. Na podium zawodów tego cyklu po raz pierwszy stanął dwa lata później, 12 grudnia 2017 roku w Arosie, kończąc rywalizację na drugiej pozycji. W zawodach tych rozdzielił Szwedów Viktora Anderssona i Victora Öhlinga Norberga. Najlepsze wyniki osiągnął w sezonie 2019/2020, kiedy zajął 4. miejsce w klasyfikacji generalnej i pierwsze w klasyfikacji skicrossu. W 2017 roku wystartował na mistrzostwach świata w Sierra Nevada, gdzie zajął 27. miejsce. Na rozgrywanych rok później igrzyskach olimpijskich w Pjongczangu był czwarty, przegrywając walkę o podium z  Rosjaninem Siergiejem Ridzikiem. W 2019 roku na mistrzostwach świata w Solitude zdobył brązowy medal, ulegając Franzucowi François Place’owi oraz rodakowi Brady’emu Lemanowi.

## Osiągnięcia

### Igrzyska olimpijskie
| Miejsce | Dzień     | Rok  | Miejscowość | Konkurencja | Zwycięzca   |
| ------- | --------- | ---- | ----------- | ----------- | ----------- |
| 4.      | 21 lutego | 2018 | Pjongczang  | Skicross    | Brady Leman |
| 12.     | 18 lutego | 2022 | Pekin       | Skicross    | Ryan Regez  |

### Mistrzostwa świata
| Miejsce | Dzień    | Rok  | Miejscowość   | Konkurencja | Zwycięzca             |
| ------- | -------- | ---- | ------------- | ----------- | --------------------- |
| 27.     | 18 marca | 2017 | Sierra Nevada | Skicross    | Victor Öhling Norberg |
| 3.      | 2 lutego | 2019 | Solitude      | Skicross    | François Place        |
| 16.     | 21 marca | 2025 | Engadyna      | Skicross    | Ryan Regez            |

### Puchar Świata

#### Miejsca w klasyfikacji generalnej
- sezon 2015/2016: 80.
- sezon 2016/2017: 45.
- sezon 2017/2018: 15.
- sezon 2018/2019: 49.
- sezon 2019/2020: 4.

Od sezonu 2020/2021 klasyfikacja skicrossu zastąpiła klasyfikację generalną.
- sezon 2020/2021: 40.
- sezon 2021/2022: 17.
- sezon 2022/2023: 17.
- sezon 2023/2024: 32
- sezon 2024/2025: 7.

#### Miejsca na podium w zawodach
1. Arosa – 12 grudnia 2017 (skicross) – 2. miejsce
2. Sołniecznaja dolina – 3 marca 2018 (skicross) – 2. miejsce
3. Sołniecznaja dolina – 4 marca 2018 (skicross) – 1. miejsce
4. Feldberg – 16 lutego 2019 (skicross) – 3. miejsce
5. Val Thorens – 6 grudnia 2019 (skicross) – 1. miejsce
6. Arosa – 17 grudnia 2019 (skicross) – 1. miejsce
7. Innichen – 20 grudnia 2019 (skicross) – 1. miejsce
8. Nakiska – 18 stycznia 2020 (skicross) – 2. miejsce
9. Idre – 26 stycznia 2020 (skicross) – 2. miejsce
10. Megève – 1 lutego 2020 (skicross) – 1. miejsce
11. Sołniecznaja dolina – 23 lutego 2020 (skicross) – 2. miejsce
12. Arosa – 16 grudnia 2020 (skicross) – 3. miejsce
13. Nakiska – 15 stycznia 2022 (skicross) – 2. miejsce
14. Val Thorens – 12 grudnia 2024 (skicross) – 3. miejsce
15. Val Thorens – 13 grudnia 2024 (skicross) – 3. miejsce
16. Reiteralm – 17 stycznia 2025 (skicross) – 3. miejsce
17. Craigleith – 14 marca 2025 (skicross) – 3. miejsce
18. Craigleith – 15 marca 2025 (skicross) – 3. miejsce